# My Canis Majoris
My Canis Majoris (μ Canis Majoris, förkortat My CMa, μ CMa) som är stjärnans Bayerbeteckning och med det traditionella namnet Isis, är en dubbelstjärna belägen i den norra delen av stjärnbilden Stora hunden. Den har en kombinerad skenbar magnitud på 5,12 och är svagt synlig för blotta ögat där ljusföroreningar ej förekommer. Stjärnparet kan upplösas med ett litet teleskop. Baserat på parallaxmätning inom Hipparcosuppdraget på ca 2,6 mas, beräknas den befinna sig på ett avstånd av ca 1 200 ljusår (ca 380 parsek) från solen.

## Egenskaper
Primärstjärnan My Canis Majoris A är en orange jättestjärna av spektralklass K2/3 III. Den har en radie som är ca 58 gånger större än solens och utsänder från dess fotosfär ca 42 gånger mera energi än solen vid en effektiv temperatur på ca 4 440 K.
År 2011 hade stjärnparet en vinkelseparation på 2,77 bågsekunder vid en positionsvinkel på 343,9°. Följeslagaren, My Canis Majoris B, är en hybrid stjärna i huvudserien av spektralklass klass av B9/A0 V. 
I konfigurationen ingår också två visuella följeslagare, som enligt observation år 2008, är My Canis Majoris C med magnitud 10,32 vid en vinkelseparation på 86,90 bågsekunder, och My Canis Majoris D med magnitud 10,64 med en separation av 105,0 bågsekunder. My Canis Majoris bör inte förväxlas med den variabla stjärnan MU Cma av 9:e magnituden lokaliserad nära NGC 2360.